# Osttimoresisch-salvadorianische Beziehungen
Die osttimoresisch-salvadorianische Beziehungen beschreiben das zwischenstaatliche Verhältnis von El Salvador und Osttimor.
El Salvador und Osttimor nahmen am 23. Mai 2003 diplomatische Beziehungen auf. Für die Integrierte Mission der Vereinten Nationen in Timor-Leste (UNMIT) entsandte El Salvador Polizisten nach Osttimor.
Weder hat El Salvador eine Botschaft in Osttimor, noch Osttimor eine diplomatische Vertretung in El Salvador. Für 2018 gibt das Statistische Amt Osttimors keine Handelsbeziehungen zwischen El Salvador und Osttimor an.